# Джіу
У цьому корейському імені прізвище (Чон) стоїть перед особовим ім'ям.
Джіу (кор. 지우; справжнє ім'я — Чон Джіу, кор. 전지우; нар. 4 жовтня 1996, Чеджу, Південна Корея) — південнокорейська співачка, реперка та танцюристка, учасниця ко-ед групи KARD під лейблом DSP Media. Відома своїм потужним вокалом, енергійним репом та яскравим сценічним образом.

## Біографія

### Ранні роки та початок кар'єри
Чон Джіу народилася 4 жовтня 1996 року на острові Чеджу, Південна Корея. З дитинства мріяла про музичну кар'єру, тому переїхала до Сеулу, щоб стати стажеркою в DSP Media. Спочатку планувалося, що вона дебютує у складі жіночої групи April, але згодом була переведена до проєкту KARD.

### Дебют у KARD
У 2016 році DSP Media оголосили про створення унікальної ко-ед групи KARD, до якої увійшли Джіу, Сомін, BM та Джісун. Група швидко набрала популярність ще до офіційного дебюту завдяки попереднім синглам: «Oh NaNa» (2016), «Don't Recall» (2017) та «Rumor» (2017).
Офіційний дебют відбувся 19 липня 2017 року з мініальбомом «Hola Hola». Чіу відзначилася як одна з головних вокалісток і реперок групи, а також брала участь у написанні текстів пісень.

### Сольна діяльність
Окрім роботи в KARD, Чіу також займається сольною творчістю. У 2021 році вона випустила сольний трек «Solo», який показав її музичну різнобічність.

## Дискографія
- Solo (2021)

## Фільмографія

### Телешоу
| Рік  | Назва            | Роль | Мережа | Прим. |
| ---- | ---------------- | ---- | ------ | ----- |
| 2020 | «Хороша дівчина» | Себе | Mnet   |       |

## Цікаві факти
- Чіу відома своєю любов'ю до тварин, особливо до котів.
- Вона часто бере участь у створенні хореографії для KARD.